# Mariana (Cuenca)
Mariana es un municipio y localidad española de la provincia de Cuenca, en la comunidad autónoma de Castilla-La Mancha. El término tiene una población de 314 habitantes (INE 2024).

## Geografía

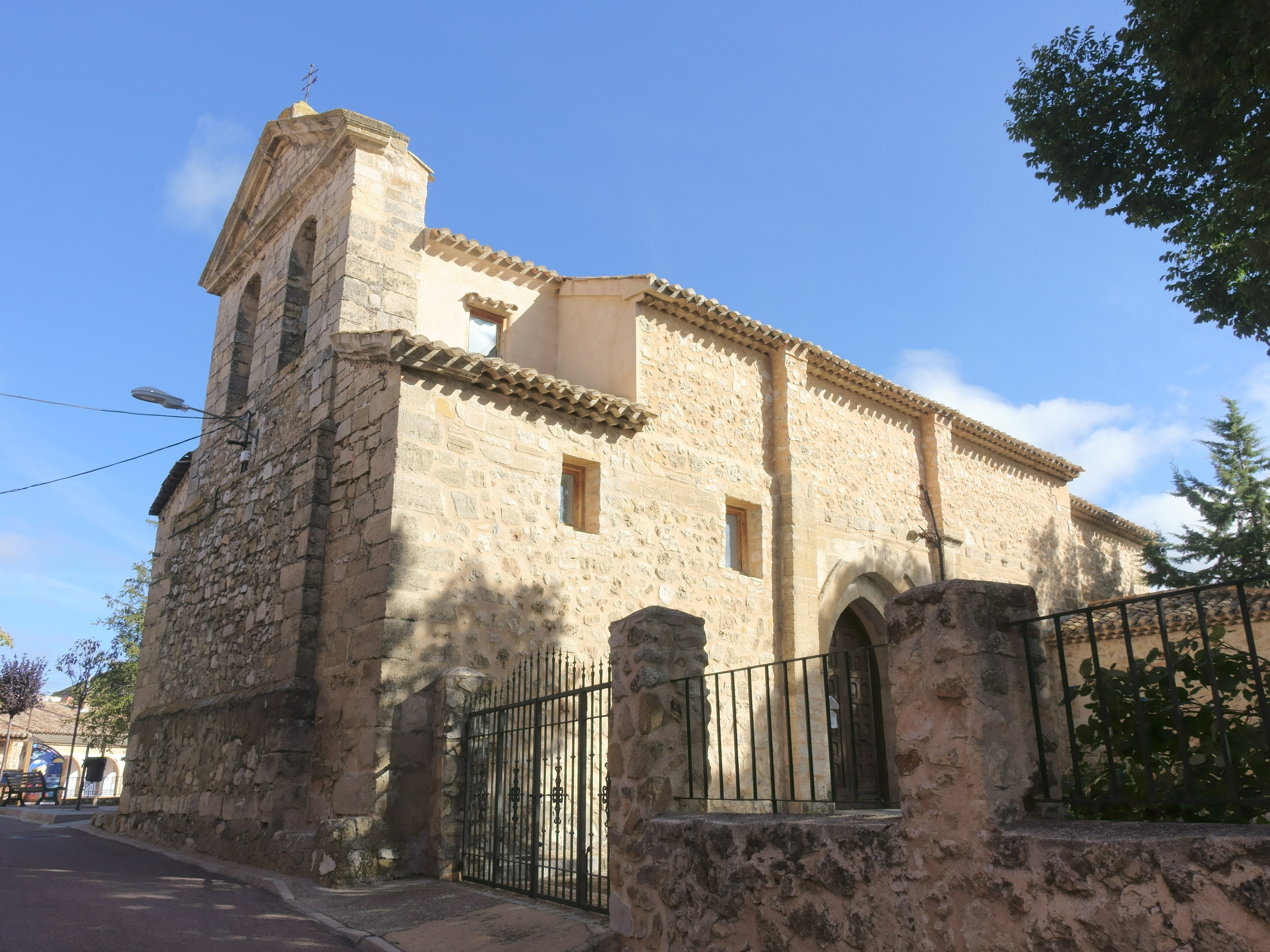
Iglesia de San Pedro

La localidad se encuentra situada a unos 12 km de la capital de la provincia. En el siglo XIX se menciona cómo, hablando del término, «se crian en él muchos pinos que están destinados para leña la mayor parte». Junto a la localidad discurre un arroyo afluente del río Júcar.

## Historia

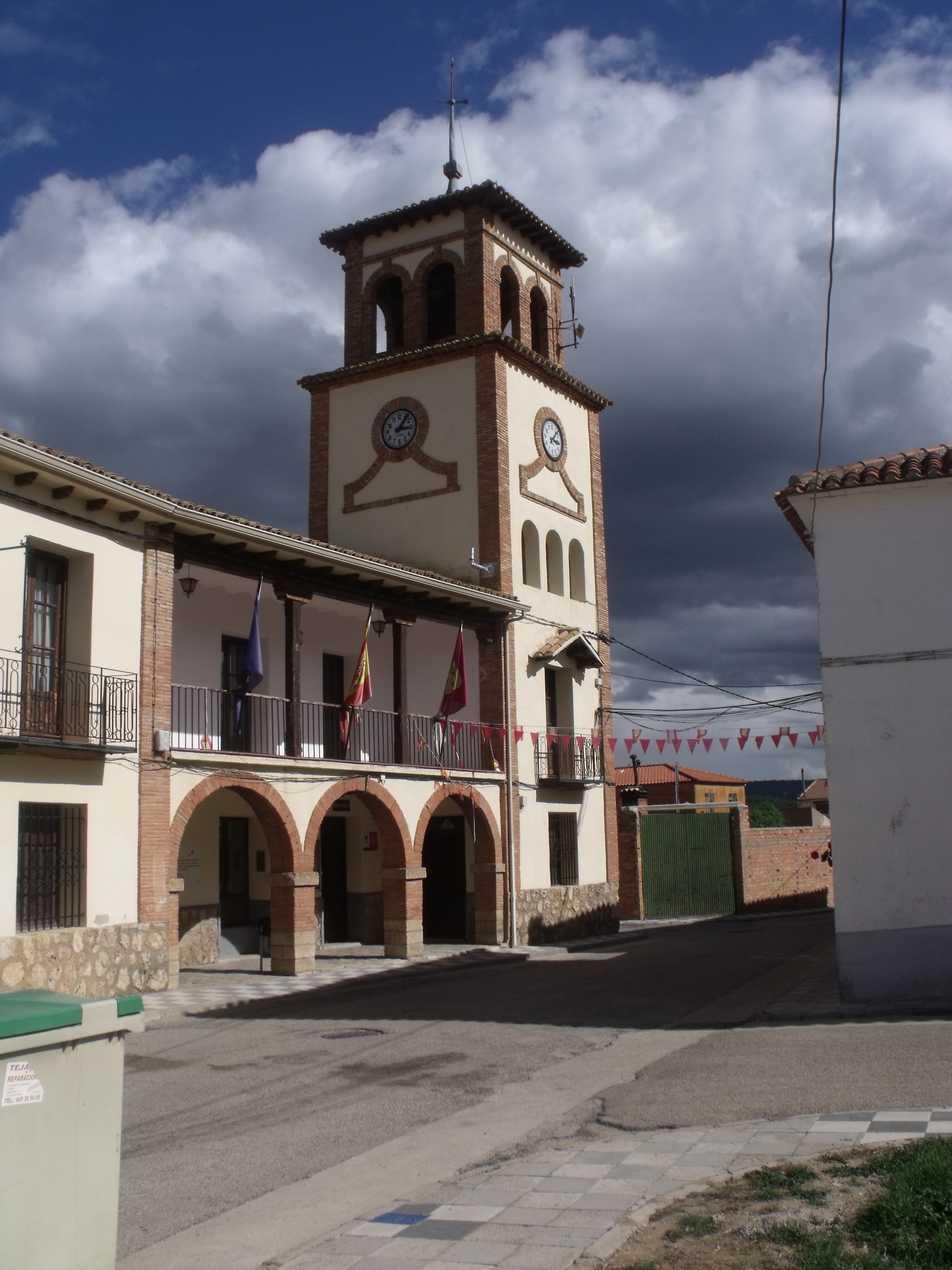
Casa consistorial

El lugar de Mariana aparece mencionado desde al menos 1219. A mediados del siglo XIX, el lugar contaba con una población censada de 163 habitantes. La localidad aparece descrita en el decimoquinto volumen del Diccionario geográfico-estadístico-histórico de España y sus posesiones de Ultramar de Pascual Madoz de la siguiente manera:

MARIANA: l. con ayunt. en la prov., dióc. y part. jud. de Cuenca (1 1/2 leg.), aud. terr. de Albacete (21), y c. g. de Castilla la Nueva (Madrid 24). sit. en una pequeña altura y próximo al r. Jucar; con libre ventilacion y clima frio y sano. Consta de 43 casas de un solo piso y mala construccion sin formar calles: la igl. parr. servida por un teniente de cura y aneja de la de Sotos, es de poco mérito; fuera de la pobl. está el campo santo que en nada perjudica á la salubridad. Confina el térm. por N. con Sotos; E. Zarzuela; S. el sitio de D. Baltasar del Castillo, y O. Embid: su terreno disfruta de monte y llano y es bastante productivo, se crian en él muchos pinos que están destinados para leña la mayor parte: al pie del pueblo pasa un pequeño arroyo denominado de Mariana, que corre á unir sus aguas al mencionado r.: los caminos son locales y la carretera real que dirige á Solan de Cabra pasa por la pobl.: la correspondencia se recibe desde Cuenca. prod.: trigo, centeno, cebada, avena y legumbres; se cria ganado lanar y vacuno; y caza de liebres, conejos y perdices. ind.: la agrícola, y comercio la venta de los productos sobrantes de la agricultura y de leña que llevan á Cuenca. pobl.: 41 vec., 163 alm. cap. prod.: 605,660 rs. imp. 30,283 rs.
(Madoz, 1848, p. 232)

## Demografía
Mariana cuenta con una población de 314 habitantes (INE 2024).
| Gráfica de evolución demográfica de Mariana entre 1842 y 2021                                                       |
| |
| Población de derecho según los censos de población del INE Población de hecho según los censos de población del INE |

| 291           | 334 | 313 | 315 | 320 |
| (Fuente: INE) |     |     |     |     |

## Personas notables
Es la cuna del periodista Raúl del Pozo.